# Eccellenza Campania 2016-2017
Il campionato italiano di calcio di Eccellenza regionale 2016-2017 è la ventiseiesima edizione del campionato di Eccellenza. Rappresenta il quinto livello del campionato italiano e il primo a livello regionale.
Di seguito sono raccolte le informazioni relative ai due gironi di Eccellenza organizzati dal Comitato Regionale Campania della Lega Nazionale Dilettanti nella stagione 2016-2017.
Statistiche; miglior marcatore: Pasquale Carotenuto Asd Vis Afragolese (33 goal)

## Stagione
Il campionato di Eccellenza Campania è suddiviso in due gironi da sedici squadre ciascuno: il girone A comprende dodici società della città metropolitana di Napoli (area nord-occidentale) e quattro della provincia di Caserta, mentre il girone B è costituito da otto società della provincia di Salerno, da cinque della città metropolitana di Napoli (area sud-orientale) e da tre della provincia di Avellino.
L'organico delle aventi diritto a partecipare al torneo si compone di:
- venti società che hanno mantenuto la categoria nella stagione precedente;
- sei società promosse dalla Promozione: Audax Cervinara, Barano, Nola, Picciola, Vico, Vis Afragolese;
- sei società ripescate dalla categoria inferiore a completamento quadri: Battipagliese, Mondragone (retrocesso e riammesso), Neapolis, Pimonte, Santa Maria Cilento, Solofra.

Quattro sono le società che hanno rinunciato all'iscrizione: Montesarchio (riparte dalla Prima Categoria), Nuova Boys Caivanese (riparte dalla Prima Categoria), Sibilla Soccer, U.S. Scafatese.
La competizione è suddivisa in due fasi: la stagione regolare e il post-campionato (play-off e play-out). Durante la prima fase in ciascun girone le squadre si affrontano in gare di andata e ritorno, per un totale di 30 incontri per squadra; vengono assegnati tre punti per la vittoria, uno per il pareggio e zero per la sconfitta. Al termine della stagione regolare la squadra che totalizza più punti nel proprio girone è ammessa alla Serie D, mentre la squadra che ne totalizza di meno nel proprio girone è retrocessa in Promozione. Nel caso in cui si verifichino le condizioni necessarie, le squadre classificate dal secondo al quinto posto di ciascun girone disputano i play-off, mentre quelle classificate dal quintultimo al penultimo posto di ciascun girone i play-out; al termine del post-campionato, la squadra vincitrice dei play-off del proprio girone è ammessa ai play-off nazionali, mentre le due squadre sconfitte nei play-out del proprio girone sono retrocesse in Promozione.

## Girone A

### Squadre partecipanti
Di seguito sono riportate le società ed i rispettivi campi di gioco riguardanti il girone A.
| Club                       | Città                      | Stadio                                                | Stagione 2015-2016           |
| -------------------------- | -------------------------- | ----------------------------------------------------- | ---------------------------- |
| Real Forio                 | Forio (NA)                 | Stadio Salvatore Calise                               | 8º in Eccellenza Campania/A  |
| A.S.D. Aurunci             | Sessa Aurunca (CE)         | Stadio " A. d'Arcangelo" S. Castrese di Sessa Aurunca | 5º in Eccellenza Campania/A  |
| A.S. Barano Calcio         | Barano d'Ischia (NA)       | Stadio Don Luigi Di Iorio                             | 2º in Promozione Campania/B  |
| A.S.D. Casalnuovo Calcio   | Casalnuovo di Napoli (NA)  | Stadio Domenico Iorio                                 | 7º in Eccellenza Campania/A  |
| A.S.D. Real Albanova       | Casal di Principe (CE)     | Stadio Comunale (Casal di Principe)                   | 12º in Eccellenza Campania/A |
| F.C. Hermes Casagiove      | Casagiove (CE)             | Stadio Comunale (Curti)                               | 11º in Eccellenza Campania/A |
| A.S.D. Isola di Procida    | Procida (NA)               | Stadio Mario Spinetti                                 | 9º in Eccellenza Campania/A  |
| A.S.D. U.S. Mariglianese   | Marigliano (NA)            | Stadio Comunale (Brusciano)                           | 8º in Eccellenza Campania/B  |
| A.S.D. Mondragone          | Mondragone (CE)            | Stadio Salvatore Gregorio Conte                       | 13º in Eccellenza Campania/A |
| C.S. Neapolis              | Napoli                     | Campo Sportivo Kennedy                                | 14º in Promozione Campania/B |
| A.S.D. Oplonti Pro Savoia  | Torre Annunziata (NA)      | Stadio Alfredo Giraud                                 | 6º in Eccellenza Campania/A  |
| A.P.D. Pimonte 1970        | Pimonte (NA)               | Stadio San Michele                                    | 4º in Promozione Campania/B  |
| A.S.D. Portici 1906        | Portici (NA)               | Stadio Amerigo Liguori (Torre del Greco)              | 4º in Eccellenza Campania/A  |
| A.S.D. San Giorgio 1926    | San Giorgio a Cremano (NA) | Stadio Raffaele Paudice                               | 3º in Eccellenza Campania/A  |
| A.S.D. Virtus Volla        | Volla (NA)                 | Stadio Paolo Borsellino                               | 14º in Eccellenza Campania/A |
| A.S.D. Vis Afragolese 1944 | Afragola (NA)              | Stadio G. Papa (Cardito)                              | 1º in Promozione Campania/B  |

### Classifica
|  | Pos. | Squadra            | Pt | G  | V  | N  | P  | GF | GS  | DR   |
|  | ---- | ------------------ | -- | -- | -- | -- | -- | -- | --- | ---- |
|  | 1.   | Portici            | 76 | 30 | 24 | 4  | 2  | 87 | 24  | +63  |
|  | 2.   | Vis Afragolese     | 72 | 30 | 23 | 3  | 4  | 83 | 29  | +54  |
|  | 3.   | Oplonti Pro Savoia | 71 | 30 | 22 | 5  | 3  | 75 | 30  | +45  |
|  | 4.   | San Giorgio 1926   | 63 | 30 | 20 | 3  | 7  | 55 | 36  | +19  |
|  | 5.   | Isola di Procida   | 63 | 30 | 19 | 6  | 5  | 61 | 26  | +35  |
|  | 6.   | Casalnuovo         | 52 | 30 | 15 | 7  | 8  | 63 | 43  | +20  |
|  | 7.   | Real Forio         | 37 | 30 | 10 | 7  | 13 | 53 | 48  | +5   |
|  | 8.   | Sessana Aurunci    | 37 | 30 | 8  | 13 | 9  | 37 | 38  | -1   |
|  | 9.   | Mondragone         | 35 | 30 | 9  | 8  | 13 | 32 | 42  | -10  |
|  | 10.  | Real Albanova      | 34 | 30 | 10 | 4  | 16 | 30 | 45  | -15  |
|  | 11.  | Barano             | 33 | 30 | 9  | 6  | 15 | 49 | 58  | -9   |
|  | 12.  | Mariglianese       | 32 | 30 | 9  | 5  | 16 | 37 | 41  | -4   |
|  | 13.  | Virtus Volla       | 27 | 30 | 7  | 6  | 17 | 33 | 62  | -29  |
|  | 14.  | Pimonte            | 24 | 30 | 6  | 6  | 18 | 33 | 55  | -22  |
|  | 15.  | Neapolis           | 15 | 30 | 3  | 6  | 21 | 18 | 60  | -42  |
|  | 16.  | Hermes Casagiove   | 4  | 30 | 1  | 1  | 28 | 10 | 119 | -109 |

Legenda:

      Promossa in Serie D 2017-2018.

      Ammessa ai play-off nazionali.

      Retrocessa in Promozione 2017-2018.

Note:

Tre punti a vittoria, uno a pareggio, zero a sconfitta.

### Risultati

#### Tabellone
|                     | RFo  | Ses  | Bar  | Cas  | Alba | Her  | IdP  | Mar  | Mon  | Nea  | Sav  | Pim  | Por  | SGi  | VVo  | Afr  |
| ------------------- | ---- | ---- | ---- | ---- | ---- | ---- | ---- | ---- | ---- | ---- | ---- | ---- | ---- | ---- | ---- | ---- |
| Real Forio          | –––– | 5-5  | 1-3  | 2-2  | 3-1  | 5-0  | 0-0  | 0-2  | 3-1  | 2-0  | 3-4  | 4-1  | 1-2  | 0-1  | 4-2  | 1-2  |
| Sessana Aurunci     | 1-1  | –––– | 2-1  | 4-2  | 1-0  | 4-1  | 3-3  | 0-0  | 1-2  | 1-1  | 1-3  | 4-4  | 0-2  | 0-0  | 0-0  | 0-0  |
| Barano              | 2-0  | 0-2  | –––– | 4-2  | 0-1  | 6-0  | 1-4  | 2-1  | 2-1  | 4-1  | 3-3  | 1-1  | 0-2  | 2-3  | 4-0  | 2-4  |
| Casalnuovo          | 2-1  | 3-1  | 1-0  | –––– | 2-1  | 9-0  | 2-1  | 1-0  | 2-2  | 2-0  | 1-2  | 1-0  | 1-1  | 0-1  | 3-1  | 1-2  |
| Real Albanova       | 2-0  | 1-1  | 1-2  | 0-1  | –––– | 2-1  | 0-2  | 3-1  | 2-1  | 1-1  | 1-5  | 0-1  | 0-1  | 1-2  | 0-2  | 0-4  |
| Hermes Casagiove    | 0-3  | 0-2  | 0-2  | 1-8  | 1-0  | –––– | 1-3  | 0-3  | 1-1  | 1-2  | 0-6  | 0-2  | 0-7  | 0-5  | 0-1  | 0-3  |
| Isola di Procida    | 2-1  | 0-0  | 3-0  | 2-2  | 1-1  | 7-0  | –––– | 0-1  | 2-0  | 2-0  | 2-0  | 1-0  | 2-1  | 3-0  | 3-1  | 2-1  |
| Mariglianese        | 1-1  | 1-2  | 2-2  | 4-0  | 0-1  | 2-0  | 0-1  | –––– | 3-0  | 3-1  | 1-2  | 2-0  | 1-2  | 2-3  | 1-2  | 0-1  |
| Mondragone          | 0-1  | 1-0  | 1-0  | 0-2  | 1-1  | 1-0  | 1-3  | 0-0  | –––– | 1-1  | 1-1  | 2-0  | 2-2  | 0-0  | 4-1  | 0-3  |
| Neapolis            | 0-2  | 0-0  | 1-1  | 0-1  | 0-2  | 3-0  | 0-4  | 0-1  | 1-3  | –––– | 0-3  | 1-1  | 0-5  | 0-1  | 0-3  | 0-1  |
| US Savoia           | 1-0  | 4-0  | 2-1  | 2-2  | 5-1  | 5-0  | 2-1  | 3-1  | 2-0  | 1-0  | –––– | 2-1  | 0-1  | 3-1  | 3-0  | 1-0  |
| Pimonte 1970        | 1-1  | 0-2  | 3-1  | 2-3  | 0-2  | 4-0  | 0-1  | 0-2  | 1-2  | 3-0  | 2-2  | –––– | 0-4  | 1-4  | 1-0  | 0-4  |
| Portici 1906        | 2-1  | 1-0  | 4-1  | 3-3  | 3-0  | 5-0  | 3-3  | 4-1  | 2-0  | 6-0  | 1-0  | 2-1  | –––– | 3-0  | 5-1  | 3-1  |
| San Giorgio 1926    | 3-2  | 1-0  | 3-1  | 1-0  | 0-1  | 6-1  | 1-0  | 2-1  | 2-0  | 2-1  | 2-4  | 2-1  | 2-1  | –––– | 0-1  | 3-3  |
| Virtus Volla        | 2-0  | 0-0  | 1-1  | 0-0  | 0-3  | 4-1  | 2-3  | 2-2  | 0-1  | 2-4  | 1-2  | 2-2  | 0-5  | 2-3  | –––– | 0-4  |
| Vis Afragolese 1944 | 5-1  | 1-0  | 6-0  | 5-4  | 3-1  | 8-1  | 2-0  | 3-0  | 3-2  | 1-0  | 2-2  | 3-0  | 3-4  | 2-1  | 3-0  | –––– |

### Spareggi

#### Play-off

##### Primo turno
| Vis Afragolese     | 2 - 3       | San Giorgio      | Afragola, 7 maggio 2017         |  |  |  |  |
| Oplonti Pro Savoia | 2 - 1 (dts) | Isola di Procida | Torre Annunziata, 7 maggio 2017 |  |  |  |  |

##### Secondo turno
|                    | Risultati |             | Luogo e data                     |
| ------------------ | --------- | ----------- | -------------------------------- |
| Oplonti Pro Savoia | 1 - 3     | San Giorgio | Torre Annunziata, 14 maggio 2017 |
|                    |           |             |                                  |

#### Play-out
|              | Risultati |         | Luogo e data         |
| ------------ | --------- | ------- | -------------------- |
| Virtus Volla | 1 - 2     | Pimonte | Volla, 7 maggio 2017 |
|              |           |         |                      |

## Girone B

### Squadre partecipanti
Di seguito sono riportate le società ed i rispettivi campi di gioco riguardanti il girone B.
| Club                             | Città                    | Stadio                              | Stagione 2015-2016              |
| -------------------------------- | ------------------------ | ----------------------------------- | ------------------------------- |
| A.S.D. Audax Cervinara 1935      | Cervinara (AV)           | Stadio Canada                       | 1º in Promozione Campania/C     |
| F.C.D. Battipagliese 1929        | Battipaglia (SA)         | Stadio Luigi Pastena                | 7º in Promozione Campania/D     |
| A.S.D. Castel San Giorgio Calcio | Castel San Giorgio (SA)  | Stadio Domenico Sessa               | 13º in Eccellenza Campania/B    |
| S.S. Ebolitana 1925 S.r.l.       | Eboli (SA)               | Stadio José Guimarães Dirceu        | 5º in Eccellenza Campania/B     |
| A.S.D. U.S. Faiano 1965          | Pontecagnano Faiano (SA) | Stadio 23 giugno 1978               | 9º in Eccellenza Campania/B     |
| A.S.D. S.S. Nola 1925            | Nola (NA)                | Stadio Sporting Club                | 2º in Promozione Campania/A     |
| U.S.D. Palmese                   | Palma Campania (NA)      | Stadio Comunale                     | 7º in Eccellenza Campania/B     |
| A.S.D. Picciola                  | Pontecagnano Faiano (SA) | Stadio 23 giugno 1978               | 1º in Promozione Campania/D     |
| A.C.D. San Tommaso Calcio        | Avellino                 | Stadio Annino Roca                  | 11º in Eccellenza Campania/B    |
| A.S.D. San Vito Positano         | Positano (SA)            | Stadio Vittorio De Sica             | 4º in Eccellenza Campania/B     |
| A.S.D. F.C. Sant'Agnello         | Sant'Agnello (NA)        | Stadio Comunale                     | 2º in Eccellenza Campania/B     |
| A.S.D. Pol. Santa Maria Cilento  | Castellabate (SA)        | Stadio Antonio Carrano              | 2º in Promozione Campania/D     |
| U.S.D. Solofra                   | Solofra (AV)             | Stadio Agostino Gallucci            | 5º in Promozione Campania/C     |
| A.S.D. F.C. Sorrento             | Sorrento (NA)            | Stadio Italia                       | S.Antonio Ab. 10º in Ecc.Cam./B |
| A.S.D. Valdiano                  | Teggiano (SA)            | Stadio Antonio Vertucci             | 15º in Eccellenza Campania/B    |
| Rinascita U.S. Vico              | Palma Campania (NA)      | Stadio Comunale (Carbonara di Nola) | 1º in Promozione Campania/A     |

### Classifica
|  | Pos. | Squadra             | Pt | G  | V  | N  | P  | GF | GS | DR  |
|  | ---- | ------------------- | -- | -- | -- | -- | -- | -- | -- | --- |
|  | 1.   | Ebolitana           | 63 | 30 | 19 | 6  | 5  | 50 | 23 | +27 |
|  | 2.   | Sorrento            | 59 | 30 | 17 | 8  | 5  | 59 | 29 | +30 |
|  | 3.   | Battipagliese       | 58 | 30 | 17 | 7  | 6  | 49 | 24 | +25 |
|  | 4.   | Audax Cervinara     | 55 | 30 | 16 | 7  | 7  | 42 | 26 | +16 |
|  | 5.   | Faiano              | 50 | 30 | 15 | 5  | 10 | 39 | 28 | +11 |
|  | 6.   | Palmese             | 40 | 30 | 11 | 7  | 12 | 41 | 42 | -1  |
|  | 7.   | Picciola            | 39 | 30 | 10 | 12 | 8  | 40 | 42 | -2  |
|  | 8.   | San Vito Positano   | 38 | 30 | 9  | 11 | 10 | 37 | 36 | +1  |
|  | 9.   | Valdiano            | 38 | 30 | 10 | 8  | 12 | 36 | 39 | -3  |
|  | 10.  | Nola                | 37 | 30 | 9  | 10 | 11 | 33 | 35 | -2  |
|  | 11.  | Solofra             | 37 | 30 | 9  | 10 | 11 | 29 | 39 | -10 |
|  | 12.  | San Tommaso         | 35 | 30 | 9  | 7  | 13 | 47 | 50 | -3  |
|  | 13.  | Castel San Giorgio  | 34 | 30 | 8  | 10 | 12 | 34 | 34 | 0   |
|  | 14.  | Santa Maria Cilento | 31 | 30 | 8  | 7  | 15 | 32 | 45 | -13 |
|  | 15.  | Sant'Agnello        | 28 | 30 | 6  | 10 | 14 | 27 | 51 | -24 |
|  | 16.  | Vico                | 11 | 30 | 1  | 8  | 21 | 19 | 65 | -46 |

Legenda:

      Promossa in Serie D 2017-2018.
      Ammessa ai play-off nazionali.
      Retrocessa in Promozione 2017-2018.
Note:

Tre punti a vittoria, uno a pareggio, zero a sconfitta.

### Risultati

#### Tabellone
|                     | Aud  | Bat  | Cas  | Ebo  | Fai  | Nol  | Pal  | Pic  | San  | San  | San  | San  | Sol  | Sor  | Val  | Rin  |
| ------------------- | ---- | ---- | ---- | ---- | ---- | ---- | ---- | ---- | ---- | ---- | ---- | ---- | ---- | ---- | ---- | ---- |
| Audax Cervinara     | –––– | 1-1  | 1-1  | 2-1  | 1-1  | 2-0  | 2-1  | 2-0  | 2-1  | 1-0  | 4-0  | 0-1  | 2-0  | 1-0  | 1-0  | 3-3  |
| Battipagliese       | 4-3  | –––– | 2-1  | 0-1  | 0-2  | 2-0  | 3-0  | 1-1  | 5-2  | 4-1  | 0-0  | 3-2  | 2-0  | 0-1  | 1-0  | 3-0  |
| Castel San Giorgio  | 0-0  | 0-1  | –––– | 0-1  | 0-2  | 0-0  | 1-3  | 3-3  | 2-1  | 1-1  | 0-1  | 2-1  | 3-0  | 0-0  | 3-2  | 3-0  |
| Ebolitana           | 1-0  | 0-1  | 1-0  | –––– | 2-1  | 0-0  | 3-1  | 2-3  | 4-2  | 2-0  | 0-0  | 1-0  | 3-0  | 1-1  | 2-2  | 1-0  |
| Faiano              | 0-1  | 0-0  | 2-1  | 0-2  | –––– | 2-0  | 1-2  | 5-3  | 4-1  | 0-2  | 2-0  | 1-0  | 2-0  | 3-1  | 1-1  | 2-1  |
| Nola                | 1-1  | 0-2  | 0-0  | 0-1  | 0-1  | –––– | 1-1  | 3-1  | 3-2  | 1-1  | 5-2  | 3-0  | 0-1  | 2-2  | 0-4  | 4-0  |
| Palmese             | 0-2  | 1-1  | 2-0  | 1-2  | 0-1  | 2-1  | –––– | 2-0  | 0-0  | 0-1  | 2-2  | 3-2  | 1-1  | 2-1  | 1-1  | 5-3  |
| Picciola            | 3-0  | 0-1  | 0-0  | 0-0  | 2-1  | 0-1  | 1-1  | –––– | 2-1  | 2-2  | 4-2  | 3-4  | 1-1  | 0-0  | 2-0  | 2-1  |
| San Tommaso         | 1-2  | 0-0  | 2-1  | 1-6  | 3-0  | 1-0  | 4-2  | 1-1  | –––– | 2-2  | 5-0  | 2-1  | 0-1  | 3-1  | 0-1  | 1-1  |
| San Vito Positano   | 2-1  | 1-1  | 0-1  | 3-2  | 0-0  | 1-1  | 0-2  | 0-0  | 0-0  | –––– | 2-0  | 1-1  | 1-2  | 1-1  | 5-0  | 5-1  |
| Sant'Agnello        | 1-2  | 1-3  | 0-2  | 0-2  | 1-0  | 0-1  | 3-1  | 1-2  | 1-1  | 2-1  | –––– | 1-1  | 2-1  | 1-0  | 1-1  | 1-1  |
| Santa Maria Cilento | 1-3  | 2-1  | 2-1  | 1-4  | 0-2  | 0-0  | 3-1  | 2-1  | 0-0  | 0-1  | 2-0  | –––– | 1-0  | 1-2  | 2-2  | 1-1  |
| Solofra             | 0-0  | 0-2  | 2-2  | 0-0  | 2-1  | 1-3  | 1-2  | 0-0  | 2-1  | 1-0  | 2-2  | 2-0  | –––– | 1-1  | 2-0  | 2-2  |
| Sorrento            | 2-1  | 2-0  | 2-0  | 2-0  | 1-0  | 5-0  | 3-0  | 4-1  | 5-3  | 4-2  | 2-2  | 2-0  | 2-2  | –––– | 1-0  | 7-1  |
| Valdiano            | 1-0  | 2-0  | 1-1  | 1-2  | 1-2  | 0-3  | 2-1  | 1-1  | 1-3  | 3-0  | 2-0  | 1-1  | 2-0  | 0-2  | –––– | 2-0  |
| Rinascita Vico      | 0-2  | 0-3  | 0-2  | 1-3  | 0-0  | 0-0  | 0-2  | 0-1  | 0-3  | 1-2  | 0-0  | 1-0  | 0-2  | 1-2  | 0-1  | –––– |

### Spareggi

#### Play-off

##### Primo turno
| Sorrento      | 3 - 1 (dts) | Faiano          | Sorrento, 7 maggio 2017    |  |  |  |  |
| Battipagliese | 3 - 2       | Audax Cervinara | Battipaglia, 7 maggio 2017 |  |  |  |  |

##### Secondo turno
|          | Risultati |                 | Luogo e data             |
| -------- | --------- | --------------- | ------------------------ |
| Sorrento | 0 - 1     | Audax Cervinara | Sorrento, 14 maggio 2017 |
|          |           |                 |                          |

#### Play-out
| San Tommaso        | 0 - 1 | Sant'Agnello        | Avellino, 7 maggio 2017     |  |  |  |  |
| Castel San Giorgio | 1 - 0 | Santa Maria Cilento | Castellabate, 7 maggio 2017 |  |  |  |  |

### Verdetti finali
- Ebolitana promosso in Serie D.
- Audax Cervinara ammesso ai play-off nazionali.
- San Tommaso e Santa Maria Cilento retrocesse in Promozione dopo i play-out.
- Rinascita Vico retrocesso in Promozione.